# Murina aenea
Murina aenea — вид ссавців родини лиликових.

## Проживання, поведінка
Країна поширення: Індонезія, Малайзія, Таїланд. Населяє низинні й гірські ліси, знаходиться в основному в первинних лісах. Лаштує сідала в листі.

## Загрози та охорона
Основними загрозами для цього виду є вирубка лісу, сільське господарство, плантації і лісові пожежі. Цей вид був зареєстрований в деяких охоронних територіях.